# Ночь перед Рождеством (мультфильм, 1933)
«Ночь перед Рождеством» (англ. The Night Before Christmas) — 40-й короткометражный фильм рисованного мультсериала Silly Symphonies, созданный Walt Disney Productions и выпущенный United Artists 9 декабря 1933. Мультфильм представляет собой экранизацию детского стихотворения «Визит святого Николая» Клемента Кларка Мура.

## Сюжет
Игрушки оживают, они танцуют и веселятся. Когда дети просыпаются, они видят красивую рождественскую ёлку с множеством игрушек.

## Озвучивание
- Кенни Бейкер  — вокал
- Алан Уотсон  — Санта-Клаус

## Создатели
- Режиссёр: Уилфред Джексон
- Сценарист: Клемент Кларк Мур
- Продюсер: Уолт Дисней
- Композитор: Ли Харлайн
- Аниматоры: Лес Кларк, Джо Д’Игало, Джордж Дрейк, Харди Граматки, Дик Хьюмер, Эд Лав, Хэмильтон Ласки, Томас Мак-Кимсон, Арчи Робин, Луи Шмитт, Леонард Себринг, Бен Шарпстин, Боб Уикершем, Рой Уильямс

## Релиз
- США — 9 декабря 1933
- Швеция — 1934
- Германия — 5 сентября 1934

### Телевидение
- «Клуб Микки Мауса» — 23 декабря 1955
- «Клуб Микки Мауса» — 24 декабря 1956
- «Клуб Микки Мауса» — 24 декабря 1957
- «A Disney Christmas Gift»
- «A Disney Channel Christmas»
- «The Ink and Paint Club» — Эпизод #1.7
  - «Storybook Silly Symphonies»

### На носителях

#### VHS/Betamax/CED/Laserdisc
- «A Walt Disney Christmas»
- «A Disney Christmas Gift»

#### DVD
- «Санта-Клаус: Special Edition»
- «Walt Disney Treasures»
  - «More Silly Symphonies»

#### Blu-ray
- «Санта-Клаус»